# 劉喬 (西晉)
劉喬（249年—311年5月5日），字仲彥，南陽郡安眾縣人。西晉時重要將領。劉喬先祖是漢朝宗室，曾獲封安眾侯。

## 生平
劉喬最初任秘書郎，得建威將軍王戎賞識而被任命為其參軍。咸寧五年（279年），晉武帝司馬炎發動晉滅吳之戰，王戎期間命劉喬與羅尚一同越過長江攻打重鎮武昌，攻破後數月，吳主孫皓出降，劉喬回來後獲任命為滎陽縣令，後遷太子洗馬。永平元年（291年），劉喬因誅除楊駿之功而賜爵關中侯，官拜尚書右丞。永康元年（300年），劉喬又人協力誅除賈謐等賈氏集團，獲封安眾男，遷散騎常侍。
劉喬及後遷任御史中丞，當時執政的齊王司馬冏寵信心腹董艾，劉喬卻不像百官那樣害怕他，反倒上表六項罪名彈劾董艾，最終遭董艾中傷而被貶官，降為屯騎校尉。太安二年（303年），義陽蠻張昌發動叛亂，並進攻附近郡縣，劉喬獲任命為威遠將軍，豫州刺史，並與荊州刺史劉弘一同領兵平亂，平定後進位左將軍。
永興元年（304年），河間王司馬顒部將張方挾逼晉惠帝遷都長安。次年（305年），將領王浚和范陽王司馬虓等即推舉東海王司馬越為盟主，起兵到長安要迎惠帝還都洛陽。劉喬本來亦響應，但及後司馬越則承制任命劉喬為安北將軍，改任冀州刺史，原職豫州刺史則改由司馬虓擔任，劉喬因這任命不是晉惠帝親自下的命令而不接受，更起兵反抗，攻擊司馬虓的據點許昌。司馬虓不敵劉喬等軍，唯有逃到北方尋求支援。劉喬同時亦上書朝廷報告，司馬顒於是派鎮南大將軍劉弘、平南將軍彭城王司馬釋等與劉喬一同進攻許昌，又命張方和呂朗等人領兵去支援劉喬；劉喬亦獲進位鎮東將軍，假節。同時劉喬亦派長子劉祐駐守蕭縣的靈璧，阻擋西攻長安的司馬越大軍。
司馬虓不久獲得王淩派兵支援，先後擊殺司馬顒用派去援助劉喬的王闡和石超，後更在譙擊殺劉祐。劉祐兵敗戰死後，劉喬兵眾亦潰散，劉喬只能與五百騎到平氏，司馬越大軍亦得以西進。司馬越等成功攻破長安，迎惠帝還都洛陽後大赦天下，司馬越表劉喬為太傅軍諮祭酒。永嘉五年（311年），司馬越在項縣病逝後，劉喬被復任鎮東將軍、都督豫州諸軍事、豫州刺史。同年四月，劉喬被石勒俘虜並被殺害，享年六十三歲，晉愍帝時獲追贈司空。

## 家庭

### 祖父
- 劉廙，原為父親劉阜的伯父，但因劉廙無子而繼嗣劉廙，曹魏侍中。

### 父親
- 劉阜，字伯陵，劉廙弟弟之子，曹魏陳留郡太守。

### 兄弟
- 劉乂，劉喬弟弟，西晉始安郡太守。

### 兒子
- 劉祐，東郡太守，曾領兵東拒司馬越大軍，但遭劉琨和田徽等領兵在譙縣擊敗，劉祐被殺。
- 劉挺，潁川郡太守，襲封安眾縣五等男。

### 孫兒
- 劉耽，劉挺之子，東晉度支尚書，散騎常侍，襲封安眾縣五等男。女婿桓玄輔政時官至特進、金紫光祿大夫。
- 劉簡，字仲約，劉珽子官至大司馬府參軍[2]

### 曾孫
- 劉淡，劉耽之子，襲封安眾縣五等男。
- 劉柳，劉耽之子，官至徐、兗、江三州刺史。
- 劉氏，劉耽女，嫁桓玄，桓玄篡位後被立為皇后。

### 玄孫
- 劉湛，劉柳之子，出繼伯父劉淡，襲封安眾縣五等男。

### 七世孫
- 劉虯
- 劉坦[3]

### 八世孫
- 劉之遴

### 十世孫
- 劉斌

### 十一世孫
- 劉洎

### 十二世孫
- 劉弘業
- 劉胄

### 十三世孫
- 劉敦行

## 延伸阅读
[在维基数据编辑]
 《晉書/卷061》，出自房玄齡《晉書》